# Zinho Gano
Zinho Gano (ur. 13 października 1993 w Sint-Katelijne-Waver) – piłkarz z Gwinea Bissau pochodzenia belgijskiego, grający na pozycji napastnika. Od 2021 jest zawodnikiem klubu SV Zulte Waregem.

## Kariera klubowa
Swoją piłkarską karierę Gano rozpoczynał w juniorach takich klubów jak: Sporting Kampenhout (1999-2004), Lierse SK (2004-2007), KVC Westerlo (2007-2009) i Club Brugge (2009-2012). W 2012 roku stał się członkiem pierwszego zespołu Club Brugge, jednak nie zadebiutował w nim. W 2013 roku został z niego wypożyczony do drugoligowego Lommel United. Swój debiut w nim zaliczył 31 sierpnia 2013 w zremisowanym 2:2 wyjazdowym meczu z Francs Borains. W Lommel spędził rok.
W lipcu 2014 Gano został na rok wypożyczony do Royalu Mouscron-Péruwelz. Zadebiutował w nim 27 lipca 2014 w przegranym 1:3 wyjazdowym meczu z Anderlechtem.
Latem 2015 Gano przeszedł do Waasland-Beveren. Swój debiut w tym klubie zaliczył 26 lipca 2015 w przegranym 2:3 wyjazdowym meczu z Anderlechtem. W Waasland-Beveren spędził dwa sezony.
W sierpniu 2017 Gano odszedł z Waasland-Beveren za 2,5 miliona euro do KV Oostende. W Oostende swój debiut zanotował 29 lipca 2017 w zremisowanym 3:3 wyjadowym meczu z KRC Genk. W debiucie strzelił 2 gole. W Oostende grał przez rok.
W lipcu 2018 Gano przeszedł z Oostende do KRC Genk za 1,8 miliona euro. W Genku zadebiutował 29 lipca 2018 w wygranym 4:0 wyjazdowym meczu z KSC Lokeren. W sezonie 2018/2019 wywalczył z Genkiem tytuł mistrza Belgii.
We wrześniu 2019 Gano został wypożyczony z Genku do Royalu Antwerp. W Royalu swój debiut zaliczył 21 września 2019 w zwycięskim 3:1 domowym meczu z Cercle Brugge. W Royalu spędził rok.
W styczniu 2021 Gano ponownie trafił na wypożyczenie, tym razem do KV Kortrijk. W nim swój debiut zanotował 27 stycznia 2021 w zremisowanym 0:0 wyjazdowym meczu z Beerschotem. W Kortrijk grał do lata 2021.
W lipcu 2021 został piłkarzem SV Zulte Waregem, który zapłacił za niego kwotę 900 tysięcy euro. 24 lipca 2021 zadebiutował w nim w zremisowanym 1:1 wyjazdowym meczu z OH Leuven.
| Sezon   | Klub                    | Kraj   | Rozgrywki       | Mecze | Gole |
| ------- | ----------------------- | ------ | --------------- | ----- | ---- |
| 2011/12 | Club Brugge             | Belgia | Eerste klasse A | 0     | 0    |
| 2012/13 | Club Brugge             | Belgia | Eerste klasse A | 0     | 0    |
| 2013/14 | Lommel United           | Belgia | Eerste klasse B | 22    | 6    |
| 2014/15 | Royal Mouscron-Péruwelz | Belgia | Eerste klasse A | 17    | 5    |
| 2015/16 | Waasland-Beveren        | Belgia | Eerste klasse A | 34    | 10   |
| 2016/17 | Waasland-Beveren        | Belgia | Eerste klasse A | 36    | 11   |
| 2017/18 | Waasland-Beveren        | Belgia | Eerste klasse A | 3     | 4    |
| 2017/18 | KV Oostende             | Belgia | Eerste klasse A | 31    | 8    |
| 2018/19 | KRC Genk                | Belgia | Eerste klasse A | 21    | 1    |
| 2019/20 | Royal Antwerp FC        | Belgia | Eerste klasse A | 11    | 2    |
| 2020/21 | KRC Genk                | Belgia | Eerste klasse A | 0     | 0    |
| 2020/21 | KV Kortrijk             | Belgia | Eerste klasse A | 11    | 6    |

## Kariera reprezentacyjna
Gano ma w swojej karierze występy w reprezentacji Belgii U-18 i U-19.